# Tiro nos Jogos Olímpicos de Verão de 2004
O tiro nos Jogos Olímpicos de Verão de 2004 foram realizados no Centro Olímpico de Tiro de Markopoulo, região de Ática, Grécia. Ao todo, 390 atiradores competiram em 17 eventos disputados.

## Eventos do tiro
Masculino: Pistola de ar 10 m | Tiro rápido 25 m | Pistola livre 50 m | Carabina de ar | Carabina deitado 50 m | Carabina três posições | Fossa olímpica | Fossa olímpica dublê | Alvo móvel | Skeet

Feminino: Pistola de ar 10 m | Pistola esportiva | Carabina de ar | Carabina três posições | Fossa olímpica | Fossa olímpica dublê | Skeet

## Masculino

### Pistola de ar 10 m masculino
| Pos. | País         | Atletas          |
| ---- | ------------ | ---------------- |
|      | China (CHN)  | Wang Yifu        |
|      | Rússia (RUS) | Mikhail Nestruev |
|      | Rússia (RUS) | Vladimir Isakov  |

Final:
1. CHN Wang Yifu, 690 pontos (RO)
2. RUS Mikhail Nestruev, 689,8
3. RUS Vladimir Isakov, 684,3
4. BUL Tanyu Kiriakov, 683,4
5. KOR Jin Jong Oh, 682,9
6. PRK Kim Hyon Ung, 682
7. ARM Norayr Bakhtamyan, 681,9
8. PRK Kim Jong Su, 681,2

### Tiro rápido 25 m
| Pos. | País           | Atletas           |
| ---- | -------------- | ----------------- |
|      | Alemanha (GER) | Ralf Schumann     |
|      | Rússia (RUS)   | Sergei Poliakov   |
|      | Rússia (RUS)   | Sergei Alifirenko |

Final:
1. GER Ralf Schumann, 694,9 pontos
2. RUS Sergei Poliakov, 692,7
3. RUS Sergei Alifirenko, 692,3
4. UKR Oleg Tkachov, 688,7
5. ROM Iulian Raicea, 687,6
6. CHN Chen Yongqiang, 683,8

### Pistola livre 50 m
| Pos. | País                  | Atletas          |
| ---- | --------------------- | ---------------- |
|      | Rússia (RUS)          | Mikhail Nestruev |
|      | Coreia do Sul (KOR)   | Jin Jong Oh      |
|      | Coreia do Norte (PRK) | Kim Jong Su      |

Final:
1. RUS Mikhail Nestruev, 663,3 pontos
2. KOR Jin Jong Oh, 661,5
3. PRK Kim Jong Su, 657,7
4. ARM Norayr Bakhtamyan, 654,8
5. RUS Boris Kokorev, 654,6
6. KAZ Vladimir Issachenko, 654,5
7. BUL Tanyu Kiriakov, 654,3
8. ESP Isidro Lorenzo, 652

### Carabina de ar masculino
| Pos. | País             | Atletas     |
| ---- | ---------------- | ----------- |
|      | China (CHN)      | Zhu Qinan   |
|      | China (CHN)      | Li Jie      |
|      | Eslováquia (SVK) | Jozef Gönci |

Final:
1. CHN Zhu Qinan, 702,7 pontos (RM)
2. CHN Li Jie, 701,3
3. SVK Jozef Gönci, 697,4
4. KOR Cheon Min Ho, 696,6
5. GER Maik Eckhardt, 696,3 (Des. 10,6)
6. KOR Je Sung Tae, 696,3 {Des. 10,4)
7. IND Abhinav Bindra, 694,6
8. USA Jason Parker, 694,5

### Carabina deitado 50 m
| Pos. | País                 | Atletas         |
| ---- | -------------------- | --------------- |
|      | Estados Unidos (USA) | Matthew Emmons  |
|      | Alemanha (GER)       | Christian Lusch |
|      | Bielorrússia (BLR)   | Sergei Martynov |

Final:
1. USA Matthew Emmons, 703,3 pontos
2. GER Christian Lusch, 702,2
3. BLR Sergei Martynov, 701,6
4. SVK Jozef Gönci, 700,5
5. ITA Marco De Nicolo, 699,7
6. GER Maik Eckhardt, 697,6
7. GBR Michael Babb, 696,8
8. CHN Jia Zhanbo, 696,6

### Carabina três posições masculino
| Pos. | País                 | Atletas          |
| ---- | -------------------- | ---------------- |
|      | China (CHN)          | Jia Zhanbo       |
|      | Estados Unidos (USA) | Michael Anti     |
|      | Áustria (AUT)        | Christian Planer |

Final:
1. CHN Jia Zhanbo, 1264,5 pontos
2. USA Michael Anti, 1263,1
3. AUT Christian Planer, 1262,8
4. SLO Rajmond Debevec, 1262,6
5. RUS Artem Khadjibekov, 1261,6
6. AUT Thomas Farnik, 1261,4
7. UKR Artur Aivazian, 1261
8. USA Matthew Emmons, 1257,4

### Fossa olímpica masculino
| Pos. | País            | Atletas           |
| ---- | --------------- | ----------------- |
|      | Rússia (RUS)    | Alexei Alipov     |
|      | Itália (ITA)    | Giovanni Pellielo |
|      | Austrália (AUS) | Adam Vella        |

Final:
1. RUS Alexei Alipov, 149 pontos
2. ITA Giovanni Pellielo, 146
3. AUS Adam Vella, 145
4. UAE Ahmed Al-Maktoum, 144
5. USA Lance Bade, 143
6. UAE Khaled Al-Mudhaf, 141

### Fossa olímpica dublê masculino
| Pos. | País                         | Atletas                    |
| ---- | ---------------------------- | -------------------------- |
|      | Emirados Árabes Unidos (UAE) | Ahmed Al Maktoum           |
|      | Índia (IND)                  | Rajyavardhan Singh Rathore |
|      | China (CHN)                  | Wang Zheng                 |

Final:
1. UAE Ahmed Al Maktoum, 189 pontos (RO)
2. IND Rajyavardhan Singh Rathore, 179
3. CHN Wang Zheng, 178
4. CHN Hu Binyuan, 177 (Des. 2)
5. SWE Håkan Dahlby, 177 (Des. 1)
6. GER Waldemar Schanz, 175

### Alvo móvel
| Pos. | País           | Atletas          |
| ---- | -------------- | ---------------- |
|      | Alemanha (GER) | Manfred Kurzer   |
|      | Rússia (RUS)   | Alexander Blinov |
|      | Rússia (RUS)   | Dimitri Lykin    |

Final:
1. GER Manfred Kurzer, 682,4 pontos
2. RUS Alexander Blinov, 678
3. RUS Dimitri Lykin, 677,1
4. SWE Emil Andersson, 676,8
5. GER Michael Jakosits, 676,7
6. CHN Li Jie, 675,8

### Skeet masculino
| Pos. | País            | Atletas               |
| ---- | --------------- | --------------------- |
|      | Itália (ITA)    | Andrea Benelli        |
|      | Finlândia (FIN) | Marko Kemppainen      |
|      | Cuba (CUB)      | Juan Miguel Rodríguez |

Final:
1. ITA Andrea Benelli, 149 pontos (Des. 5)
2. FIN Marko Kemppainen, 149 (Des. 4)
3. CUB Juan Miguel Rodríguez, 147 (Des. 10)
4. QAT Nasser Al-Attiyah, 147 (Des. 9)
5. USA Shawn Dulohery, 147 (Des. 5)
6. NOR Harald Jensen, 145

## Feminino

### Pistola de ar 10 m feminino
| Pos. | País                      | Atletas         |
| ---- | ------------------------- | --------------- |
|      | Ucrânia (UKR)             | Olena Kostevych |
|      | Sérvia e Montenegro (SCG) | Jasna Šekarić   |
|      | Bulgária (BUL)            | Maria Grozdeva  |

Final:
1. UKR Olena Kostevych, 483,3 pontos (Des. 10,2)
2. SCG Jasna Šekarić, 483,3 (Des. 9,4)
3. BUL Maria Grozdeva, 482,3 (Des. 10,4)
4. CHN Ren Jie, 482,3 (Des. 9,7)
5. RUS Natalia Paderina, 481,9 (Des. 10)
6. GER Munkhbayar Dorjsuren, 481,9 (Des. 9,3)
7. SUI Cornelia Frölich, 481,5
8. AZE Irada Ashumova, 481,4

### Pistola esportiva
| Pos. | País                  | Atletas        |
| ---- | --------------------- | -------------- |
|      | Bulgária (BUL)        | Maria Grozdeva |
|      | República Checa (CZE) | Lenka Hyková   |
|      | Azerbaijão (AZE)      | Irada Ashumova |

Final:
1. BUL Maria Grozdeva, 688,2 pontos (RO)
2. CZE Lenka Hyková, 687,8
3. AZE Irada Ashumova, 687,3
4. CHN Chen Ying, 686,2
5. GER Munkhbayar Dorjsuren, 684,6
6. MGL Gundegmaa Otryad, 683,4
7. KOR Seo Joo Hyung, 680,8
8. GEO Nino Salukvadze, 678,3

### Carabina de ar feminino
| Pos. | País                  | Atletas          |
| ---- | --------------------- | ---------------- |
|      | China (CHN)           | Du Li            |
|      | Rússia (RUS)          | Lioubov Galkina  |
|      | República Checa (CZE) | Kateřina Kůrková |

Final:
1. CHN Du Li, 502 pontos (RO)
2. RUS Lioubov Galkina, 501,5
3. CZE Kateřina Kůrková, 501,1
4. CHN Zhao Yinghui, 500,8
5. RUS Tatiana Goldobina, 499,5
6. GER Sonja Pfeilschecter, 498,7
7. FRA Laurence Brize, 497,9
8. IND Suma Shirur, 497,2

### Carabina três posições feminino
| Pos. | País         | Atletas            |
| ---- | ------------ | ------------------ |
|      | Rússia (RUS) | Lioubov Galkina    |
|      | Itália (ITA) | Valentina Turisini |
|      | China (CHN)  | Wang Chengyi       |

Final:
1. RUS Lioubov Galkina, 689,4 pontos
2. ITA Valentina Turisini, 685,9
3. CHN Wang Chengyi, 685,4
4. KAZ Olga Dovgun, 684,9
5. KOR Lee Hye-Jin, 681
6. GER Sonja Pfeilschecter, 679,6
7. GER Barbara Lechner, 677,6
8. UKR Natallia Kalnysh, 677,2

### Fossa olímpica feminino
| Pos. | País                | Atletas         |
| ---- | ------------------- | --------------- |
|      | Austrália (AUS)     | Suzanne Balogh  |
|      | Espanha (ESP)       | María Quintanal |
|      | Coreia do Sul (KOR) | Lee Bo-Na       |

Final:
1. AUS Suzanne Balogh, 88 pontos
2. ESP María Quintanal, 84
3. KOR Lee Bo-Na, 83
4. USA Whitly Loper, 82
5. GER Susanne Kiermayer, 79
6. CAN Susan Nattrass, 76

### Fossa olímpica dublê feminino
| Pos. | País                 | Atletas        |
| ---- | -------------------- | -------------- |
|      | Estados Unidos (USA) | Kimberly Rhode |
|      | Coreia do Sul (KOR)  | Lee Bo-Na      |
|      | China (CHN)          | Gao E          |

Final:
1. USA Kimberly Rhode, 146 pontos
2. KOR Lee Bo-Na, 145
3. CHN Gao E, 142 (Des. 2)
4. CHN Li Qingnian, 142 (Des. 1)
5. JPN Megumi Inoue, 140
6. AUS Nadine Stanton, 137

### Skeet feminino
| Pos. | País             | Atletas                 |
| ---- | ---------------- | ----------------------- |
|      | Hungria (HUN)    | Diana Igaly             |
|      | China (CHN)      | Wei Ning                |
|      | Azerbaijão (AZE) | Zemfira Meftakhetdinova |

Final:
1. HUN Diana Igaly, 97 pontos
2. CHN Wei Ning, 93 (Des. 2)
3. AZE Zemfira Meftakhetdinova, 93 (Des. 1)
4. AUS Lauryn Mark, 92
5. USA Kimberly Rhode, 91
6. USA Connie Smotek, 90

## Quadro de medalhas do tiro
| Pos. | País                       | Ouro | Prata | Bronze | Total |
| 1    | CHN China                  | 4    | 2     | 3      | 9     |
| 2    | RUS Rússia                 | 3    | 4     | 3      | 10    |
| 3    | GER Alemanha               | 2    | 1     | 0      | 3     |
| 3    | USA Estados Unidos         | 2    | 1     | 0      | 3     |
| 5    | ITA Itália                 | 1    | 2     | 0      | 3     |
| 6    | AUS Austrália              | 1    | 0     | 1      | 2     |
| 6    | BUL Bulgária               | 1    | 0     | 1      | 2     |
| 8    | UAE Emirados Árabes Unidos | 1    | 0     | 0      | 1     |
| 8    | HUN Hungria                | 1    | 0     | 0      | 1     |
| 8    | UKR Ucrânia                | 1    | 0     | 0      | 1     |
| 11   | KOR Coreia do Sul          | 0    | 2     | 1      | 3     |
| 12   | CZE República Checa        | 0    | 1     | 1      | 2     |
| 13   | ESP Espanha                | 0    | 1     | 0      | 1     |
| 13   | FIN Finlândia              | 0    | 1     | 0      | 1     |
| 13   | IND Índia                  | 0    | 1     | 0      | 1     |
| 13   | SCG Sérvia e Montenegro    | 0    | 1     | 0      | 1     |
| 17   | AZE Azerbaijão             | 0    | 0     | 2      | 2     |
| 18   | AUT Áustria                | 0    | 0     | 1      | 1     |
| 18   | BLR Bielorrússia           | 0    | 0     | 1      | 1     |
| 18   | PRK Coreia do Norte        | 0    | 0     | 1      | 1     |
| 18   | CUB Cuba                   | 0    | 0     | 1      | 1     |
| 18   | SVK Eslováquia             | 0    | 0     | 1      | 1     |